# Kannussaari (ö i Södra Österbotten)
Kannussaari är en ö i Finland. Den ligger i sjön Ähtärinjärvi och i kommunen Etseri i den ekonomiska regionen  Kuusiokunnat  och landskapet Södra Österbotten, i den centrala delen av landet, 290 km norr om huvudstaden Helsingfors. Öns area är 15,6 hektar och dess största längd är 1 kilometer i sydöst-nordvästlig riktning.